# Драга Обренович
Дра́га Обре́нович (серб. Драга Обреновић, урождённая Луневица, серб. Луњевица, в первом браке Машин; 11 сентября (23 сентября) 1861, Горни-Милановац — 29 мая (11 июня) 1903, Белград) — королева-консорт Сербии, жена короля Александра I.

## Молодые годы
Отцом Драги был Панта Луневица, окружной начальник городка Горни-Милановац (сын одного из воевод Карагеоргия), матерью — его жена Анджелия. У Драги было три сестры и два брата: Николай и Никодим. В возрасте девяти лет была отправлена учиться в Белград. Там окончила школу, женские курсы, выучила несколько иностранных языков, зарабатывала переводами. В августе 1883 года Драга вышла замуж за инженера Светозара Машина и прожила с ним три года.

### Путь к трону

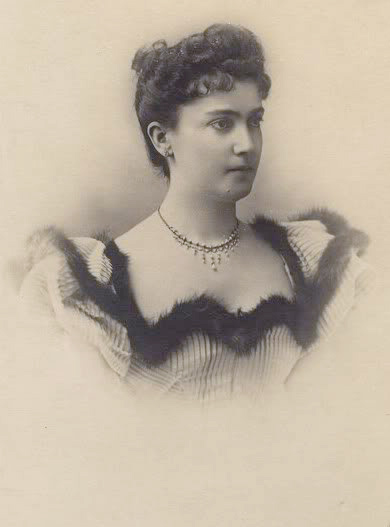
Драга Обренович

Позже Драга стала придворной дамой королевы Натальи. Утверждали, что именно в это время Драга имела несколько некрасивых романов. При дворе она познакомилась с молодым наследником престола принцем Александром Обреновичем. Он влюбился во фрейлину матери, будучи более чем на десяток лет младше неё. Вся королевская семья и правительство были против их союза, король Милан I Обренович угрожал оставить трон, министры — уйти в отставку. Но Александр был твёрд в своем решении: 23 июля (5 августа) 1900 года они обвенчались. Через год после свадьбы Драга объявила что ждёт ребёнка, однако на самом деле она выдавала желаемое за действительное. Когда у Драги прервались менструации, врачи ошибочно назначили женщине строгий постельный режим и обильное питание. А у Драги и до этого была склонность к ожирению, расстройства пищеварения и эндокринные нарушения, из-за которых менструации, собственно, и прервались. В результате, бурное увеличение жирового сальника имитировало рост живота беременной женщины. Подвижность раздувшегося из-за метеоризма кишечника врачи приняли за шевеление плода. А острые желудочные боли им показались родовыми схватками. Однако потом всё разъяснилось.
Между тем Александр вступил на трон и начал управлять страной, но многие аспекты его непоследовательной политики вызывали протест у народа, как и то, что Драга пристроила к власти своих братьев. Кроме того, Российский Императорский Дом категорически не желал принимать Александра и Драгу с официальным визитом, как и многие европейские Владетельные Дома. Достойно упоминания, что Александр был готов отказаться от престола или передать наследственные права черногорскому княжичу Мирко. В ночь на 29 мая (11 июня по новому стилю) 1903 года, когда недовольство сербов достигло предела и заговор созрел, королевская чета была зверски убита.

### Смерть

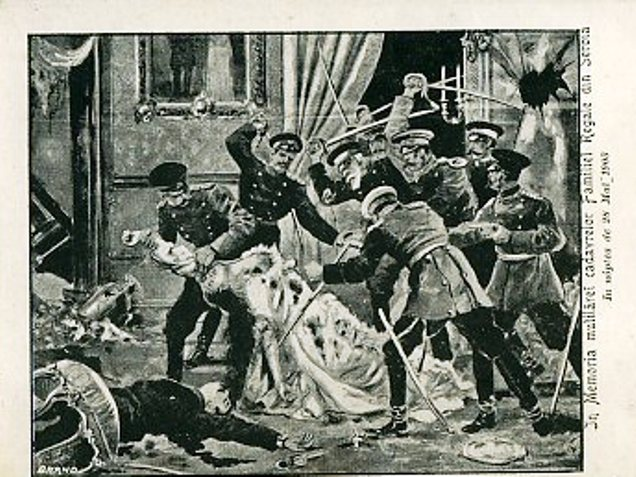
Убийство Драги Обренович и короля Александра I во время «Майского переворота» 1903 года

Сторонники династии Карагеоргиевичей из организации «Уедненье или смрт!», иначе именуемой «Чёрная рука», ворвались во дворец и убили короля и королеву. Вместе с августейшими супругами были убиты также премьер-министр Димитрие Цинцар-Маркович и министр обороны Милован Павлович. По воспоминанию участника тех событий, королева Драга до последней минуты защищала мужа. Среди убийц был также и полковник Александр Машин, брат первого мужа Драги. Вот что сообщал о подробностях этого жуткого преступления русский журналист В. Н. Теплов:
Сербы покрыли себя не только позором цареубийства (что уже само по себе не допускает двух мнений!), но и своим поистине зверским образом действий по отношению к трупам убитой ими Королевской Четы. После того как Александр и Драга упали, убийцы продолжали стрелять в них и рубить их трупы саблями: они поразили Короля шестью выстрелами из револьвера и 40 ударами сабли, а Королеву 63 ударами сабли и двумя револьверными пулями. Королева почти вся была изрублена, грудь отрезана, живот вскрыт, щёки, руки тоже порезаны, особенно велики разрезы между пальцев, — вероятно, Королева схватилась руками за саблю, когда её убивали, что, по-видимому, опровергает мнение докторов, что она была убита сразу. Кроме того, тело её было покрыто многочисленными кровоподтёками от ударов каблуками топтавших её офицеров. О других надругательствах над трупом Драги… я предпочитаю не говорить, до такой степени они чудовищны и омерзительны. Когда убийцы натешились вдоволь над беззащитными трупами, они выбросили их через окно в дворцовый сад, причём труп Драги был совершенно обнажён.
Тела короля и королевы ещё несколько дней пролежали под окнами дворца. В конце концов, Александр и Драга Обреновичи были похоронены в венгерских (на тот момент) пределах: в соборе монастыря Крушедол-на-Фрушка-Горе (Воеводина). Так трагически завершилось многолетнее правление дома Обреновичей. На смену прежней династии вернулись Карагеоргиевичи — в лице короля Петра I. Ровно 100 лет спустя, в 2003 году, кронпринц Александр Карагеоргиевич и его супруга Катарина зажгли в знак покаяния свечи на могиле Александра и Драги Обреновичей.